# FK 테텍스
FK 테텍스(마케도니아어: ФК Тетекс, FK Teteks)는 테토보를 연고로 하는 북마케도니아의 축구 클럽이다. 현재는 북마케도니아 2부 리그에 참가하고 있다.

## 선수 명단

### 현역
참고: FIFA 자격 규정에 따라 소속된 국가대표팀 국기를 표시합니다. 선수는 복수의 FIFA 비회원국 국적을 가지고 있을 수 있습니다.
| 번호 | 포지션 | 국적 | 이름 |
| ---- | ------ | ---- | ---- |

| 번호 | 포지션 | 국적 | 이름 |
| ---- | ------ | ---- | ---- |

## 역대 감독
| 감독                      | 임기        |
| ------------------------- | ----------- |
| 슬라프초 게오르기에프스키 | 2021 ~ 2022 |

## 성적
- 북마케도니아 2부 리그 우승 1회 (2008-09), 준우승 1회 (1998-99)
- 북마케도니아컵 우승 2회 (2009-10, 2012-13), 준우승 2회 (2010-11, 2014-15)
- 북마케도니아 슈퍼컵 준우승 1회 (2013)

틀:FK 테텍스 감독